# Я все ще тут (фільм, 2024)
Я все ще тут (порт. Ainda Estou Aqui) — бразильський біографічний драматичний фільм 2024 року, знятий режисером Вальтером Саллесом. У головних ролях: Фернанда Торрес і Фернанда Монтенегру, які грають Юніс Пайва на різних етапах її життя, а також Селтон Мелло в ролі Рубенса Пайви. Сценарій Муріло Хаузера та Хейтора Лореги був заснований на однойменній автобіографії Марсело Рубенса Пайви, написаній у 2015 році. Фільм вийшов у міжнародний прокат під назвою I'm Still Here.
Сюжет фільму розповідає автобіографічну історію Марсело Рубенса Пайви, зосереджуючись на житті його матері, Юніс Пайви, яка стала політичною активісткою та адвокаткою після арешту і подальшого зникнення її чоловіка Рубенса Пайви (за що вона також була заарештована разом з однією зі своїх доньок, Еліаною Пайвою) бразильською військовою диктатурою.
Прем'єра фільму на Венеційському кінофестивалі відбулася 1 вересня 2024 року і принесла визнання акторській грі Фернанди Торрес, глядачі аплодували йому 10 хвилин поспіль. Фільм отримав «Золоту Озеллу» за найкращий сценарій. На інших показах того ж фестивалю йому незмінно аплодували. Згодом його відібрали для показу на понад 50 фестивалів по всьому світу. Бразильська кіноакадемія обрала його представником Бразилії в категорії «Найкращий міжнародний фільм» на премію «Оскар» у 2025 році. Фільм розповсюджується на міжнародному рівні, зокрема в США, компанією Sony Pictures Releasing під брендом Sony Pictures Classics.
Фільм «Я все ще тут» офіційно вийшов на екрани бразильських кінотеатрів 7 листопада 2024 року, попри малоефективний бойкот з боку бразильських правих, одразу ж став касовим хітом, злетівши на вершину національного бокс-офісу, зібравши на кінець лютого 2025 року понад 127 мільйонів реалів і залучивши понад 5 мільйонів глядачів. Фільм увійшов до п’ятірки найкращих міжнародних стрічок 2024 року за версією National Board of Review, а також визнаний одним із найкращих фільмів року за версією спеціалізованих журналів BBC та Sight & Sound. На церемонії вручення премії «Золотий глобус» 2025 року Фернанда Торрес стала першою бразилійкою, яка здобула перемогу в номінації «Найкраща жіноча роль у драматичному фільмі» за свою гру у фільмі, який, своєю чергою, отримав номінацію «Найкращий фільм іноземною мовою», в якій також був номінований на кінопремію Critics' Choice Movie Awards і на BAFTA. На премію «Оскар 2025» «Я все ще тут» отримав три номінації: «Найкращий міжнародний фільм», «Найкраща жіноча роль» для Торрес і «Найкращий фільм», ставши першим бразильським фільмом в історії, який змагався в цій категорії.

## Сюжет
У грудні 1970 року Юніс Пайва та її чоловік, колишній депутат та інженер Рубенс Пайва, живуть з родиною в Ріо-де-Жанейро, намагаючись вести нормальне життя за часів військової диктатури. Їхні друзі Фернандо і Далва Гаспарян вирішують шукати притулку в Лондоні, щоб уникнути жахів режиму, і беруть із собою старшу доньку сім'ї Пайва Віру. Віра вже була свідком насильницьких дій військових у транспорті, коли поверталася додому з кінотеатру. Одного дня в січні 1971 року шість чоловіків забрали Рубеса за наказом військових на допит і більше не повернулися. Наступного дня Юніс також забирають з мішком на голові разом із її 15-річною донькою Еліаною. Юніс запитують, чи підтримував її чоловік продемократичні «терористичні угруповання», що вона багаторазово заперечує, кажучи, що її чоловік, після того, як він сам пішов у вигнання через позбавлення його мандата на підставі Інституційного закону № 1, з того часу не займається політикою.
Юніс залишається у в'язниці п'ять днів, не маючи жодних звісток про чоловіка, після чого її відпускають. Вона повертається додому, возз'єднується з Еліаною та рештою своїх дітей: Марсело, Аною Лусією і Беатріс. У газетах з'являються фальшиві заголовки про те, що Рубенс втік з країни, але Юніс та її друзі не вірять цьому. Юніс за допомогою адвоката Ліно Мачадо звертається до суду з проханням запустити процедуру habeas corpus щоб доставити її чоловіка до суду. Бокайува Кунья, друг Рубенса, зізнається Юніс, що вони, Гаспар і Рауль Рифф, таємно підтримували вигнанців. Юніс зустрічається з колишньою вчителькою своїх дочок Мартою, яка підтверджує, що її також заарештували разом з Рубенсом, але боїться заявити про незаконне ув'язнення. Згодом Марта змінює свою думку і пише Юніс листа, в якому розповідає деталі арешту, що можуть стати корисним доказом.
Пізніше журналіст Фелікс, друг сім'ї, розповідає Юніс, що Рубенса вбили й що його тіло зникло, але військові офіційно цього не підтверджують. Втративши чоловіка, Юніс намагається налагодити життя своєї родини. Віра повертається з Лондона і разом з матір'ю та братами й сестрами переїжджає до Сан-Паулу після того, як Юніс продає родинний будинок. Юніс вирішує повернутися до університету й у віці 48 років отримує диплом юриста. У 1996 році Юніс, тепер уже завзята захисниця прав корінних народів, отримує звістку про те, що держава визнала вбивство Рубенса й офіційно видала свідоцтво про смерть. Вона дає інтерв'ю, в якому стверджує, що уряд повинен виплатити компенсацію сім'ям жертв режиму і притягнути до відповідальності за злочини, скоєні за часів диктатури.
Роки потому, у 2014 році, Юніс бачать в інвалідному візку в похилому віці, яка бере участь у традиційному сімейному обіді зі своїми дітьми та онуками. По телебаченню показують репортаж про диктатуру і згадують Рубенса як одну з ікон опору, що привертає увагу Юніс. У фінальних титрах повідомляється, що Рубенс Пайва був убитий між 21 і 22 січня 1971 року в одній з казарм 1-ї армійської дивізії в Ріо-де-Жанейро, і що п'ятьом чоловікам були пред'явлені звинувачення в його тортурах і вбивстві, але вони залишаються непокараними до цього дня. Також повідомляється, що Юніс померла у 2018 році у віці 89 років у Сан-Паулу, проживши з хворобою Альцгеймера п'ятнадцять років.

## Актори
- Фернанда Торрес — Юніс Пайва (1971—1996)
- Фернанда Монтенегру — Юніс Пайва (2014)

- Селтон Мелло — Рубенс Пайва, чоловік Юніс
- Гільєрме Сілвейра — Марсело Рубенс Пайва, син Юніс (1971)
- Антоніо Сабойя — Марсело Рубенс Пайва (1996—2014)
- Валентина Гершаге — Віра Сильвія Фаччіола Пайва (1971)
- Марія Маноелла — Віра Сильвія Фаччіола Пайва (2014)
- Луїза Косовскі — Марія Еліана Фаччіола Пайва (1971)
- Марджорі Естіано — Марія Еліана Фаччіола Пайва (2014)
- Барбара Лус — Ана Лусія Фаччіола Пайва (Налу) (1971)
- Ґабріела Карнейро да Кунья — Ана Лусія Фаччіола Пайва (Налу) (2014)
- Кора Мора — Марія Беатріс Фаччіола Пайва (1971)
- Олівія Торрес — Марія Беатріс Фаччіола Пайва (1996—2014)
- Мейв Джинкінгс — Далва Гаспарян
- Чарльз Фрікс — Фернандо Гаспарян
- Ден Стулбах — Бокайува Кунья
- Каміла Марділа — Далал Ачкар
- Умберто Каррао — Фелікс
- Карла Рібас — Марта
- Даніель Дантас — Рауль Рифф
- Кайо Горович — Рікардо Гомеш (Пімпао)
- Майте Паділья — Крістіна
- Тельмо Фернандеш — Ліно Мачадо
- Хелена Альбергарія — Беатріс Рифф
- Луана Настас — Хелена Гаспарян
- Айседора Рупперт — Лаура Гаспарян

- Прі Елена — Марія Жозе (Зезе)
- Феліпе Баррето — Рейнальдо
- Володимир Лурінельсон — слідчий

## Виробництво
Над фільмом працювала висококласна виробничо-технічна команда, що об'єднала відомих професіоналів. Марія Карлота Фернандеш Бруно, Вальтер Саллес і Родріго Тейшейра відповідали за виробництво, а Джуліана Капеліні, Рената Брандао, Тьєррі де Клермон-Тоннер і Луренсо Сант'Анна виступили в ролі виконавчих продюсерів. До технічної команди увійшли Адріан Тейджідо як оператор-постановник, Афонсо Гонсалвеш як головний редактор, Маріса Амента як керівник гримерної групи та Карлос Конті як художник-постановник. Фільм вироблено компаніями RT Features та VideoFilmes у партнерстві з Globoplay, Mact Productions, Conspiração Filmes та Arte France Cinéma. Сценарій фільму написали Муріло Хаузер та Хейтор Лорега, а фільмування проходило в Ріо-де-Жанейро в червні 2023 року.

## Знімання
Під час знімання було відтворено більше десятка символічних локацій Ріо-де-Жанейро, а знімальна група та актори пройшли через 12 районів у центральному, південному та північному регіонах міста. Реальні місця були трансформовані, щоб нагадати 1970-ті, зокрема Урка, Гамбоа, Арпоадор, Глорія, Сентро, Копакабана, Ілья-ду-Губернадор (аеропорт Галеан), Косме-Велью (Колегіум Сіон), Сан-Крістован (віадук), Енджену-де-Дентро (Муніципальний інститут Нісе да Сілвейра як DOI-Codi), Леблон (пляж і проспект Делфім Морейра) та Ботанічний сад (Руа Евклідес де Фігейреду, де сім'я побудує свій дім).
Цікавим прикладом стала трансформація Confeitaria Manon у центрі міста, яке відкрилося ще у 1942 році, на закусочну «Чайка», традиційне місце зустрічей в Іпанемі, яке відкрилося у 1962 році. У Леблоні було відтворено книжковий магазин Argumento, а для сцен на пляжі перед проспектом Дельфім Морейра, який у 1970-х роках був ігровим майданчиком, знімальна група заплатила власникам кіосків за те, щоб вони звільнили простір, відтворивши типову атмосферу того часу.
Серед інших відомих локацій — вулиці Глорія та Центро, а також Культурний центр «Лайт». У тунелі Ребусас було записано послідовність зупинок і обшуків персонажів поліцією, а колишнє приміщення Муніципального інституту Нісе да Сілвейра в Енжену де Дентро було використано для представлення DOI-Codi, сцени арештів Юніс і тортур, яких зазнали політичні переслідувачі, такі як Рубенс Пайва.